# 2018年冬季奥林匹克运动会汤加代表团
2018年冬季奥林匹克运动会汤加代表团是汤加所派出的2018年冬季奥林匹克运动会代表团，这是该国第二次参加冬季奥运。

## 越野滑雪
曾在2016年夏季奥运开幕式中担任汤加队旗手的皮塔·陶法托夫瓦在越野滑雪项目中达到了国际滑雪联合会定下的参赛资格标准成绩，顺利取得该项目冬奥资格，既成为史上第一位既参加过夏季奥运又参加过冬季奥运的汤加运动员，也成为史上第一位既担任过夏季奥运开幕式旗手，又担任过冬季奥运开幕式旗手的运动员。
| 运动员          | 项目             | 决赛    | 决赛     | 决赛 |
| 运动员          | 项目             | 时间    | 落后时间 | 排名 |
| --------------- | ---------------- | ------- | -------- | ---- |
| 皮塔·陶法托夫瓦 | 男子15公里自由式 | 56:41.1 | +22:57.2 | 110  |